# تيفاني تانغ
تيفاني تانغ يان هي ممثلة ومغنية صينية ولدت في يوم 6 ديسمبر 1984 في شنغهاي. بدأت التمثيل في سنة 2003، مثل في مسلسل بالادين الصيني في 2009 و إشراقة شمسي في 2015 و الأميرة وايونغ في 2016.